# Mistrzostwa Cypru kategorii A w piłce siatkowej mężczyzn (2020/2021)
Mistrzostwa Cypru kategorii A w piłce siatkowej mężczyzn 2020/2021 (oficjalnie Protatlima OPAP A΄ katigorias andron 2020/2021) – 71. sezon rozgrywek o mistrzostwo Cypru w piłce siatkowej (44. sezon zorganizowany przez Cypryjski Związek Piłki Siatkowej). Zainaugurowany został 16 października 2020 roku.
W mistrzostwach Cypru kategorii A uczestniczyło 9 drużyn. Do rozgrywek dołączyła najlepsza drużyna kategorii B sezonu 2019/2020 – Olympias Neapolis.
Rozgrywki składały się z fazy zasadniczej oraz drugiej fazy, w której drużyny podzielone zostały na dwie grupy. W pierwszej grupie pięć najlepszych zespołów fazy zasadniczej rywalizowało o mistrzostwo Cypru, natomiast w drugiej grupie pozostały drużyny walczyły o utrzymanie.
Po raz piąty mistrzem Cypru została Omonia Nikozja. Drugie miejsce zajął Green Air Pafiakos Pafos, natomiast trzecie – Anorthosis Famagusta. Do kategorii B spadły AE Karawa Lambusa i Olympias Frenaros.
W sezonie 2020/2021 w Pucharze Challenge Cypr reprezentowała Omonia Nikozja.

## System rozgrywek
Mistrzostwa Cypru kategorii A w sezonie 2020/2021 składają się z fazy zasadniczej oraz drugiej fazy.

### Faza zasadnicza
W fazie zasadniczej uczestniczy 9 drużyn. Rozgrywają one ze sobą po dwa spotkania systemem kołowym (każdy z każdym – mecz u siebie i rewanż na wyjeździe). Pięć najlepszych drużyn uzyskuje awans do grupy 1-5 drugiej fazy. Pozostałe drużyny trafiają do grupy 6-9 drugiej fazy.

### Druga faza
Grupa 1-5

W grupie 1-5 drugiej fazy drużyny rozgrywają ze sobą po dwa spotkania systemem kołowym (każdy z każdym – mecz u siebie i rewanż na wyjeździe). Wszystkie mecze rozegrane w fazie zasadniczej wliczane są do tabeli.
Mistrzem Cypru zostaje drużyna, która po rozegraniu wszystkich spotkań zajmuje pierwsze miejsce w tabeli. Pozostałe zespoły kończą rozgrywki na miejscach 2-5 zgodnie z pozycjami w tabeli.
Grupa 6-9

W grupie 6-9 drugiej fazy drużyny rozgrywają ze sobą po dwa spotkania systemem kołowym (każdy z każdym – mecz u siebie i rewanż na wyjeździe). Wszystkie mecze rozegrane w fazie zasadniczej wliczane są do tabeli.
Dwie ostatnie drużyny w tabeli po rozegraniu wszystkich spotkań spadają do niższej ligi (kategorii B).

## Drużyny uczestniczące
| | Mistrzostwa Cypru kategorii A 2020/2021 |   |    |
| --- | --------------------------------------- | - | -- |
| OMO | Omonia Nikozja                          | 1 | Ch |
| ANO | Anorthosis Famagusta                    | 2 |    |
| NSF | N.Papas Group Nea Salamina Famagusta    | 3 |    |
| PAF | Green Air Pafiakos Pafos                | 4 |    |
| ANG | Anagennisi Derinia                      | 5 |    |
| APOEL | APOEL                                   | 6 |    |
| AEK | AE Karawa Lambusa                       | 7 |    |
| ENP | Enosis Neon Paralimni                   | 8 |    |
| | Awans z kategorii B                     |   |    |
| OLY | Olympias Frenaros                       | 1 |    |
| Oznaczenia: - kolumna pierwsza – skróty nazw drużyn wpisane na mapie (jeśli ta została zamieszczona), - kolumna trzecia – miejsce zajęte przez daną drużynę w poprzednim sezonie. |                                         |   |    |

Uwagi:
- W sezonie 2019/2020 ze względu na przedwczesne zakończenie rozgrywek z powodu szerzenia się zakażeń wirusem SARS-CoV-2 nie wyłoniono mistrza Cypru. W tabeli podane zostały miejsca, które poszczególne zespoły zajęły w fazie zasadniczej.

## Faza zasadnicza

### Tabela wyników
| Gospodarz \ Gość1                    | OMO | ANO | NSF | PAF | ANG | APOEL | AEK | ENP | OLY |
| ------------------------------------ | --- | --- | --- | --- | --- | ----- | --- | --- | --- |
| Omonia Nikozja                       | -   | 3:0 | 3:1 | 3:2 | 3:0 | 3:0   | 3:0 | 3:0 | 3:0 |
| Anorthosis Famagusta                 | 1:3 | -   | 3:1 | 3:0 | 3:0 | 3:1   | 3:0 | 3:0 | 3:0 |
| N.Papas Group Nea Salamina Famagusta | 1:3 | 2:3 | -   | 1:3 | 1:3 | 3:0   | 3:2 | 3:1 | 3:2 |
| Green Air Pafiakos Pafos             | 0:3 | 3:0 | 3:0 | -   | 1:3 | 3:1   | 3:0 | 3:1 | 3:1 |
| Anagennisi Derinia                   | 0:3 | 1:3 | 3:0 | 1:3 | -   | 3:1   | 3:1 | 3:2 | 3:0 |
| APOEL                                | 2:3 | 0:3 | 3:2 | 0:3 | 1:3 | -     | 3:1 | 1:3 | 3:0 |
| AE Karawa Lambusa                    | 0:3 | 1:3 | 2:3 | 0:3 | 0:3 | 0:3   | -   | 2:3 | 2:3 |
| Enosis Neon Paralimni                | 2:3 | 2:3 | 3:1 | 3:2 | 3:2 | 2:3   | 3:2 | -   | 3:1 |
| Olympias Frenaros                    | 0:3 | 0:3 | 2:3 | 0:3 | 0:3 | 3:2   | 3:2 | 2:3 | -   |

Źródło: ΚΟΠΕ – Data Project (ang.)
1 Drużyna gospodarzy jest wymieniona po lewej stronie tabeli.
Kolory:
  zwycięstwo gospodarzy 3:0 lub 3:1
  zwycięstwo gospodarzy 3:2
  zwycięstwo gości 3:0 lub 3:1
  zwycięstwo gości 3:2

### Terminarz i wyniki spotkań
| Data        | Godz. | Gospodarz                            | Rezultat                                | Gość                                 |
| ----------- | ----- | ------------------------------------ | --------------------------------------- | ------------------------------------ |
| 1. KOLEJKA  |       |                                      |                                         |                                      |
| 16.10.2020  | 20:00 | Anagennisi Derinia                   | 3:1 (25:12, 25:16, 21:25, 26:24)        | AE Karawa Lambusa                    |
| 16.10.2020  | 20:00 | Anorthosis Famagusta                 | 3:0 (25:15, 25:20, 25:17)               | Enosis Neon Paralimni                |
| 16.10.2020  | 20:00 | N.Papas Group Nea Salamina Famagusta | 3:2 (25:12, 25:22, 20:25, 22:25, 15:11) | Olympias Frenaros                    |
| 26.10.2020  | 20:00 | Green Air Pafiakos Pafos             | 0:3 (29:31, 19:25, 21:25)               | Omonia Nikozja                       |
| 2. KOLEJKA  |       |                                      |                                         |                                      |
| 23.10.2020  | 20:00 | Olympias Frenaros                    | 0:3 (19:25, 18:25, 18:25)               | Green Air Pafiakos Pafos             |
| 23.10.2020  | 20:00 | Enosis Neon Paralimni                | 3:1 (25:15, 22:25, 25:23, 25:16)        | N.Papas Group Nea Salamina Famagusta |
| 23.10.2020  | 20:00 | AE Karawa Lambusa                    | 1:3 (25:21, 21:25, 16:25, 18:25)        | Anorthosis Famagusta                 |
| 23.10.2020  | 20:00 | APOEL Nikozja                        | 1:3 (18:25, 25:17, 26:28, 17:25)        | Anagennisi Derinia                   |
| 3. KOLEJKA  |       |                                      |                                         |                                      |
| 30.10.2020  | 20:00 | Anorthosis Famagusta                 | 3:1 (25:11, 19:25, 25:15, 25:13)        | APOEL Nikozja                        |
| 30.10.2020  | 20:00 | N.Papas Group Nea Salamina Famagusta | 3:2 (25:23, 25:18, 23:25, 27:29, 15:10) | AE Karawa Lambusa                    |
| 30.10.2020  | 20:00 | Green Air Pafiakos Pafos             | 3:1 (25:19, 25:14, 18:25, 25:22)        | Enosis Neon Paralimni                |
| 30.10.2020  | 20:00 | Omonia Nikozja                       | 3:0 (25:23, 25:16, 25:15)               | Olympias Frenaros                    |
| 4. KOLEJKA  |       |                                      |                                         |                                      |
| 02.11.2020  | 20:00 | AE Karawa Lambusa                    | 0:3 (22:25, 14:25, 12:25)               | Green Air Pafiakos Pafos             |
| 02.11.2020  | 20:00 | Anagennisi Derinia                   | 1:3 (23:25, 28:30, 25:22, 23:25)        | Anorthosis Famagusta                 |
| 09.11.2020  | 20:00 | APOEL Nikozja                        | 3:2 (25:14, 25:18, 27:29, 22:25, 15:9)  | N.Papas Group Nea Salamina Famagusta |
| 16.11.2020  | 20:00 | Enosis Neon Paralimni                | 2:3 (18:25, 25:23, 17:25, 32:30, 7:15)  | Omonia Nikozja                       |
| 5. KOLEJKA  |       |                                      |                                         |                                      |
| 06.11.2020  | 20:00 | N.Papas Group Nea Salamina Famagusta | 1:3 (27:25, 23:25, 17:25, 13:25)        | Anagennisi Derinia                   |
| 06.11.2020  | 20:00 | Green Air Pafiakos Pafos             | 3:1 (25:17, 26:28, 25:22, 25:15)        | APOEL Nikozja                        |
| 06.11.2020  | 20:00 | Omonia Nikozja                       | 3:0 (25:16, 25:18, 25:21)               | AE Karawa Lambusa                    |
| 06.11.2020  | 20:00 | Olympias Frenaros                    | 2:3 (16:25, 27:25, 25:17, 25:27, 15:17) | Enosis Neon Paralimni                |
| 6. KOLEJKA  |       |                                      |                                         |                                      |
| 13.11.2020  | 20:00 | AE Karawa Lambusa                    | 2:3 (15:25, 25:19, 25:20, 22:25, 13:15) | Olympias Frenaros                    |
| 13.11.2020  | 20:00 | APOEL Nikozja                        | 2:3 (22:25, 15:25, 25:22, 25:23, 11:15) | Omonia Nikozja                       |
| 13.11.2020  | 20:00 | Anagennisi Derinia                   | 1:3 (26:24, 22:25, 21:25, 17:25)        | Green Air Pafiakos Pafos             |
| 13.11.2020  | 20:00 | Anorthosis Famagusta                 | 3:1 (19:25, 25:15, 25:20, 25:20)        | N.Papas Group Nea Salamina Famagusta |
| 7. KOLEJKA  |       |                                      |                                         |                                      |
| 19.11.2020  | 20:00 | Omonia Nikozja                       | 3:0 (25:19, 25:22, 25:13)               | Anagennisi Derinia                   |
| 20.11.2020  | 20:00 | Green Air Pafiakos Pafos             | 3:0 (27:25, 25:22, 25:21)               | Anorthosis Famagusta                 |
| 20.11.2020  | 20:00 | Olympias Frenaros                    | 3:2 (25:23, 14:25, 39:37, 23:25, 15:13) | APOEL Nikozja                        |
| 20.11.2020  | 20:00 | Enosis Neon Paralimni                | 3:2 (17:25, 25:17, 25:23, 20:25, 15:12) | AE Karawa Lambusa                    |
| 8. KOLEJKA  |       |                                      |                                         |                                      |
| 27.11.2020  | 20:00 | APOEL Nikozja                        | 1:3 (21:25, 19:25, 25:19, 22:25)        | Enosis Neon Paralimni                |
| 27.11.2020  | 20:00 | Anagennisi Derinia                   | 3:0 (25:21, 26:24, 25:22)               | Olympias Frenaros                    |
| 27.11.2020  | 20:00 | Anorthosis Famagusta                 | 1:3 (25:23, 20:25, 21:25, 23:25)        | Omonia Nikozja                       |
| 27.11.2020  | 20:00 | N.Papas Group Nea Salamina Famagusta | 1:3 (19:25, 25:18, 14:25, 23:25)        | Green Air Pafiakos Pafos             |
| 9. KOLEJKA  |       |                                      |                                         |                                      |
| 04.12.2020  | 20:00 | Omonia Nikozja                       | 3:1 (25:21, 25:18, 19:25, 25:21)        | N.Papas Group Nea Salamina Famagusta |
| 04.12.2020  | 20:00 | Olympias Frenaros                    | 0:3 (21:25, 20:25, 24:26)               | Anorthosis Famagusta                 |
| 04.12.2020  | 20:00 | Enosis Neon Paralimni                | 3:2 (25:22, 22:25, 20:25, 25:22, 15:8)  | Anagennisi Derinia                   |
| 04.12.2020  | 20:00 | AE Karawa Lambusa                    | 0:3 (10:25, 13:25, 29:31)               | APOEL Nikozja                        |
| 10. KOLEJKA |       |                                      |                                         |                                      |
| 07.12.2020  | 20:00 | AE Karawa Lambusa                    | 0:3 (19:25, 21:25, 20:25)               | Anagennisi Derinia                   |
| 07.12.2020  | 20:00 | Enosis Neon Paralimni                | 2:3 (25:22, 25:22, 16:25, 12:25, 12:15) | Anorthosis Famagusta                 |
| 07.12.2020  | 20:00 | Olympias Frenaros                    | 2:3 (28:26, 25:23, 18:25, 20:25, 11:15) | N.Papas Group Nea Salamina Famagusta |
| 07.12.2020  | 20:00 | Omonia Nikozja                       | 3:2 (25:22, 19:25, 22:25, 25:20, 15:11) | Green Air Pafiakos Pafos             |
| 11. KOLEJKA |       |                                      |                                         |                                      |
| 11.12.2020  | 20:00 | Green Air Pafiakos Pafos             | 3:1 (25:18, 25:22, 21:25, 25:18)        | Olympias Frenaros                    |
| 11.12.2020  | 20:00 | N.Papas Group Nea Salamina Famagusta | 3:1 (25:22, 25:17, 21:25, 28:26)        | Enosis Neon Paralimni                |
| 11.12.2020  | 20:00 | Anorthosis Famagusta                 | 3:0 (25:23, 25:18, 25:17)               | AE Karawa Lambusa                    |
| 11.12.2020  | 20:00 | Anagennisi Derinia                   | 3:1 (25:23, 16:25, 25:16, 28:26)        | APOEL Nikozja                        |
| 12. KOLEJKA |       |                                      |                                         |                                      |
| 18.12.2020  | 20:00 | APOEL Nikozja                        | 0:3 (23:25, 21:25, 16:25)               | Anorthosis Famagusta                 |
| 18.12.2020  | 20:00 | AE Karawa Lambusa                    | 2:3 (25:18, 16:25, 25:22, 21:25, 12:15) | N.Papas Group Nea Salamina Famagusta |
| 18.12.2020  | 20:00 | Enosis Neon Paralimni                | 3:2 (20:25, 18:25, 25:16, 25:23, 15:4)  | Green Air Pafiakos Pafos             |
| 18.12.2020  | 20:00 | Olympias Frenaros                    | 0:3 (18:25, 11:25, 23:25)               | Omonia Nikozja                       |
| 13. KOLEJKA |       |                                      |                                         |                                      |
| 08.01.2021  | 20:00 | Green Air Pafiakos Pafos             | 3:0 (25:20, 25:17, 28:26)               | AE Karawa Lambusa                    |
| 08.01.2021  | 20:00 | Anorthosis Famagusta                 | 3:0 (25:16, 25:18, 25:19)               | Anagennisi Derinia                   |
| 08.01.2021  | 20:00 | N.Papas Group Nea Salamina Famagusta | 3:0 (25:11, 25:21, 25:22)               | APOEL Nikozja                        |
| 08.01.2021  | 20:00 | Omonia Nikozja                       | 3:0 (25:19, 25:20, 29:27)               | Enosis Neon Paralimni                |
| 14. KOLEJKA |       |                                      |                                         |                                      |
| 15.01.2021  | 20:00 | Anagennisi Derinia                   | 3:0 (25:20, 25:21, 25:20)               | N.Papas Group Nea Salamina Famagusta |
| 15.01.2021  | 20:00 | APOEL Nikozja                        | 0:3 (20:25, 21:25, 21:25)               | Green Air Pafiakos Pafos             |
| 15.01.2021  | 20:00 | AE Karawa Lambusa                    | 0:3 (20:25, 12:25, 21:25)               | Omonia Nikozja                       |
| 15.01.2021  | 20:00 | Enosis Neon Paralimni                | 3:1 (25:15, 23:25, 25:22, 25:22)        | Olympias Frenaros                    |
| 15. KOLEJKA |       |                                      |                                         |                                      |
| 22.01.2021  | 20:00 | Olympias Frenaros                    | 3:2 (22:25, 25:15, 25:23, 17:25, 16:14) | AE Karawa Lambusa                    |
| 22.01.2021  | 20:00 | Omonia Nikozja                       | 3:0 (25:21, 25:11, 25:17)               | APOEL Nikozja                        |
| 22.01.2021  | 20:00 | Green Air Pafiakos Pafos             | 1:3 (24:26, 26:28, 25:19, 22:25)        | Anagennisi Derinia                   |
| 22.01.2021  | 20:00 | N.Papas Group Nea Salamina Famagusta | 2:3 (19:25, 16:25, 26:24, 25:20, 13:15) | Anorthosis Famagusta                 |
| 16. KOLEJKA |       |                                      |                                         |                                      |
| 25.01.2021  | 20:00 | Anagennisi Derinia                   | 0:3 (19:25, 26:28, 21:25)               | Omonia Nikozja                       |
| 25.01.2021  | 20:00 | Anorthosis Famagusta                 | 3:0 (25:19, 25:20, 25:19)               | Green Air Pafiakos Pafos             |
| 25.01.2021  | 20:00 | APOEL Nikozja                        | 3:0 (25:22, 25:20, 25:16)               | Olympias Frenaros                    |
| 25.01.2021  | 20:00 | AE Karawa Lambusa                    | 2:3 (22:25, 25:18, 22:25, 25:19, 6:15)  | Enosis Neon Paralimni                |
| 17. KOLEJKA |       |                                      |                                         |                                      |
| 15.02.2021  | 20:00 | Enosis Neon Paralimni                | 2:3 (25:23, 25:17, 22:25, 21:25, 9:15)  | APOEL Nikozja                        |
| 29.01.2021  | 20:00 | Olympias Frenaros                    | 0:3 (21:25, 22:25, 19:25)               | Anagennisi Derinia                   |
| 29.01.2021  | 20:00 | Omonia Nikozja                       | 3:0 (25:21, 25:15, 25:19)               | Anorthosis Famagusta                 |
| 29.01.2021  | 20:00 | Green Air Pafiakos Pafos             | 3:0 (25:22, 25:22, 25:21)               | N.Papas Group Nea Salamina Famagusta |
| 18. KOLEJKA |       |                                      |                                         |                                      |
| 05.02.2021  | 20:00 | N.Papas Group Nea Salamina Famagusta | 1:3 (18:25, 25:23, 21:25, 23:25)        | Omonia Nikozja                       |
| 05.02.2021  | 20:00 | Anorthosis Famagusta                 | 3:0 (25:17, 25:18, 25:20)               | Olympias Frenaros                    |
| 19.02.2021  | 20:00 | Anagennisi Derinia                   | 3:2 (19:25, 19:25, 25:19, 25:19, 15:13) | Enosis Neon Paralimni                |
| 05.02.2021  | 20:00 | APOEL Nikozja                        | 3:1 (23:25, 25:14, 25:7, 25:19)         | AE Karawa Lambusa                    |

### Tabela
| Lp. | Drużyna                              | Pkt | Mecze | Mecze | Mecze | Rodzaj wyniku | Rodzaj wyniku | Rodzaj wyniku | Rodzaj wyniku | Rodzaj wyniku | Rodzaj wyniku | Sety | Sety | Sety | Małe punkty | Małe punkty | Małe punkty |
| Lp. | Drużyna                              | Pkt | M     | W     | P     | 3:0           | 3:1           | 3:2           | 2:3           | 1:3           | 0:3           | wyg. | prz. | +/–  | zdob.       | str.        | +/–         |
| --- | ------------------------------------ | --- | ----- | ----- | ----- | ------------- | ------------- | ------------- | ------------- | ------------- | ------------- | ---- | ---- | ---- | ----------- | ----------- | ----------- |
| 1   | Omonia Nikozja                       | 45  | 16    | 16    | 0     | 10            | 3             | 3             | 0             | 0             | 0             | 48   | 9    | +39  | 1387        | 1134        | +253        |
| 2   | Anorthosis Famagusta                 | 37  | 16    | 13    | 3     | 7             | 4             | 2             | 0             | 1             | 2             | 40   | 17   | +23  | 1342        | 1163        | +179        |
| 3   | Green Air Pafiakos Pafos             | 35  | 16    | 11    | 5     | 6             | 5             | 0             | 2             | 1             | 2             | 38   | 20   | +18  | 1357        | 1236        | +121        |
| 4   | Anagennisi Derinia                   | 30  | 16    | 10    | 6     | 4             | 5             | 1             | 1             | 2             | 3             | 34   | 25   | +9   | 1348        | 1317        | +31         |
| 5   | Enosis Neon Paralimni                | 23  | 16    | 8     | 8     | 0             | 3             | 5             | 4             | 2             | 2             | 34   | 37   | −3   | 1494        | 1536        | −42         |
| 6   | N.Papas Group Nea Salamina Famagusta | 16  | 16    | 6     | 10    | 1             | 1             | 4             | 2             | 6             | 2             | 28   | 39   | −11  | 1427        | 1494        | −67         |
| 7   | APOEL                                | 15  | 16    | 5     | 11    | 2             | 1             | 2             | 2             | 5             | 4             | 24   | 38   | −14  | 1328        | 1376        | −48         |
| 8   | Olympias Frenaros                    | 9   | 16    | 3     | 13    | 0             | 0             | 3             | 3             | 2             | 8             | 17   | 45   | −28  | 1265        | 1453        | −188        |
| 9   | AE Karawa Lambusa                    | 6   | 16    | 0     | 16    | 0             | 0             | 0             | 6             | 3             | 7             | 15   | 48   | −33  | 1219        | 1458        | −239        |

Źródło: ΚΟΠΕ (gr.) / ΚΟΠΕ – Data Project (ang.)
Punktacja: 3:0 i 3:1 – 3 pkt; 3:2 – 2 pkt; 2:3 – 1 pkt; 1:3 i 0:3 – 0 pkt
Zasady ustalania kolejności: 1. liczba zdobytych punktów; 2. liczba wygranych meczów; 3. lepsza różnica między setami wygranymi a przegranymi; 4. wyższy stosunek setów wygranych do przegranych; 5. lepsza różnica między małymi punktami zdobytymi a straconymi; 6. wyższy stosunek małych punktów zdobytych do straconych
     Grupa 1-5
     Grupa 6-9

## Druga faza

### Grupa 1-5

#### Tabela wyników
| Gospodarz \ Gość1        | OMO | ANO | PAF | ANG | ENP |
| ------------------------ | --- | --- | --- | --- | --- |
| Omonia Nikozja           | -   | 3:1 | 3:0 | 3:0 | 3:0 |
| Anorthosis Famagusta     | 0:3 | -   | 2:3 | 3:1 | 3:0 |
| Green Air Pafiakos Pafos | 0:3 | 3:1 | -   | 3:0 | 3:0 |
| Anagennisi Derinia       | 0:3 | 0:3 | 2:3 | -   | 0:3 |
| Enosis Neon Paralimni    | 0:3 | 1:3 | 1:3 | 2:3 | -   |

Źródło: ΚΟΠΕ – Data Project (ang.)
1 Drużyna gospodarzy jest wymieniona po lewej stronie tabeli.
Kolory:
  zwycięstwo gospodarzy 3:0 lub 3:1
  zwycięstwo gospodarzy 3:2
  zwycięstwo gości 3:0 lub 3:1
  zwycięstwo gości 3:2

#### Terminarz i wyniki spotkań
| Data        | Godz. | Gospodarz                | Rezultat                                | Gość                     |
| ----------- | ----- | ------------------------ | --------------------------------------- | ------------------------ |
| 1. KOLEJKA  |       |                          |                                         |                          |
| 22.02.2021  | 20:00 | Enosis Neon Paralimni    | 1:3 (25:22, 23:25, 15:25, 19:25)        | Anorthosis Famagusta     |
| 22.02.2021  | 20:00 | Anagennisi Derinia       | 2:3 (21:25, 25:22, 20:25, 25:22, 9:15)  | Green Air Pafiakos Pafos |
| 2. KOLEJKA  |       |                          |                                         |                          |
| 26.02.2021  | 20:00 | Anorthosis Famagusta     | 0:3 (23:25, 16:25, 24:26)               | Omonia Nikozja           |
| 26.02.2021  | 20:00 | Green Air Pafiakos Pafos | 3:0 (30:28, 25:14, 25:18)               | Enosis Neon Paralimni    |
| 3. KOLEJKA  |       |                          |                                         |                          |
| 01.03.2021  | 20:00 | Omonia Nikozja           | 3:0 (25:21, 25:21, 25:18)               | Green Air Pafiakos Pafos |
| 01.03.2021  | 20:00 | Enosis Neon Paralimni    | 2:3 (25:18, 25:19, 23:25, 19:25, 13:15) | Anagennisi Derinia       |
| 4. KOLEJKA  |       |                          |                                         |                          |
| 05.03.2021  | 20:00 | Omonia Nikozja           | 3:0 (25:22, 25:16, 25:22)               | Enosis Neon Paralimni    |
| 05.03.2021  | 20:00 | Anorthosis Famagusta     | 3:1 (20:25, 25:16, 25:22, 25:19)        | Anagennisi Derinia       |
| 5. KOLEJKA  |       |                          |                                         |                          |
| 08.03.2021  | 20:00 | Anagennisi Derinia       | 0:3 (20:25, 17:25, 16:25)               | Omonia Nikozja           |
| 08.03.2021  | 20:00 | Green Air Pafiakos Pafos | 3:1 (18:25, 25:14, 25:21, 25:19)        | Anorthosis Famagusta     |
| 6. KOLEJKA  |       |                          |                                         |                          |
| 12.03.2021  | 20:00 | Anorthosis Famagusta     | 3:0 (25:17, 25:14, 25:17)               | Enosis Neon Paralimni    |
| 12.03.2021  | 20:00 | Green Air Pafiakos Pafos | 3:0 (25:22, 26:24, 25:17)               | Anagennisi Derinia       |
| 7. KOLEJKA  |       |                          |                                         |                          |
| 15.03.2021  | 20:00 | Omonia Nikozja           | 3:1 (25:15, 26:24, 19:25, 25:18)        | Anorthosis Famagusta     |
| 16.03.2021  | 20:00 | Enosis Neon Paralimni    | 1:3 (22:25, 22:25, 30:28, 27:29)        | Green Air Pafiakos Pafos |
| 8. KOLEJKA  |       |                          |                                         |                          |
| 19.03.2021  | 20:00 | Green Air Pafiakos Pafos | 0:3 (17:25, 22:25, 22:25)               | Omonia Nikozja           |
| 19.03.2021  | 20:00 | Anagennisi Derinia       | 0:3 (20:25, 19:25, 25:27)               | Enosis Neon Paralimni    |
| 9. KOLEJKA  |       |                          |                                         |                          |
| 21.03.2021  | 20:00 | Enosis Neon Paralimni    | 0:3 (26:28, 22:25, 23:25)               | Omonia Nikozja           |
| 22.03.2021  | 20:00 | Anagennisi Derinia       | 0:3 (14:25, 19:25, 11:25)               | Anorthosis Famagusta     |
| 10. KOLEJKA |       |                          |                                         |                          |
| 26.03.2021  | 20:00 | Omonia Nikozja           | 3:0 (25:18, 25:22, 25:17)               | Anagennisi Derinia       |
| 26.03.2021  | 20:00 | Anorthosis Famagusta     | 2:3 (17:25, 25:20, 19:25, 25:21, 10:15) | Green Air Pafiakos Pafos |

#### Tabela
| Lp. | Drużyna                  | Pkt | Mecze | Mecze | Mecze | Rodzaj wyniku | Rodzaj wyniku | Rodzaj wyniku | Rodzaj wyniku | Rodzaj wyniku | Rodzaj wyniku | Sety | Sety | Sety | Małe punkty | Małe punkty | Małe punkty |
| Lp. | Drużyna                  | Pkt | M     | W     | P     | 3:0           | 3:1           | 3:2           | 2:3           | 1:3           | 0:3           | wyg. | prz. | +/–  | zdob.       | str.        | +/–         |
| --- | ------------------------ | --- | ----- | ----- | ----- | ------------- | ------------- | ------------- | ------------- | ------------- | ------------- | ---- | ---- | ---- | ----------- | ----------- | ----------- |
| 1   | Omonia Nikozja (M)       | 69  | 24    | 24    | 0     | 17            | 4             | 3             | 0             | 0             | 0             | 72   | 10   | +62  | 2011        | 1641        | +370        |
| 2   | Green Air Pafiakos Pafos | 51  | 24    | 17    | 7     | 8             | 7             | 2             | 2             | 1             | 4             | 56   | 32   | +24  | 2049        | 1885        | +164        |
| 3   | Anorthosis Famagusta     | 50  | 24    | 17    | 7     | 9             | 6             | 2             | 1             | 3             | 3             | 56   | 31   | +25  | 2004        | 1789        | +215        |
| 4   | Anagennisi Derinia       | 33  | 24    | 11    | 13    | 4             | 5             | 2             | 2             | 3             | 8             | 40   | 48   | −8   | 1913        | 2004        | −91         |
| 5   | Enosis Neon Paralimni    | 27  | 24    | 9     | 15    | 1             | 3             | 5             | 5             | 4             | 6             | 41   | 58   | −17  | 2098        | 2214        | −116        |

Źródło: ΚΟΠΕ (gr.) / ΚΟΠΕ – Data Project (ang.)
Punktacja: 3:0 i 3:1 – 3 pkt; 3:2 – 2 pkt; 2:3 – 1 pkt; 1:3 i 0:3 – 0 pkt
Zasady ustalania kolejności: 1. liczba zdobytych punktów; 2. liczba wygranych meczów; 3. lepsza różnica między setami wygranymi a przegranymi; 4. wyższy stosunek setów wygranych do przegranych; 5. lepsza różnica między małymi punktami zdobytymi a straconymi; 6. wyższy stosunek małych punktów zdobytych do straconych
Legenda: M – mistrzostwo Cypru

### Grupa 6-9

#### Tabela wyników
| Gospodarz \ Gość1                    | NSF | APOEL | OLY | AEK |
| ------------------------------------ | --- | ----- | --- | --- |
| N.Papas Group Nea Salamina Famagusta | -   | 0:3   | 3:0 | 3:0 |
| APOEL                                | 3:1 | -     | 3:0 | 3:0 |
| Olympias Frenaros                    | 3:1 | 0:3   | -   | 3:0 |
| AE Karawa Lambusa                    | 1:3 | 0:3   | 0:3 | -   |

Źródło: ΚΟΠΕ – Data Project (ang.)
1 Drużyna gospodarzy jest wymieniona po lewej stronie tabeli.
Kolory:
  zwycięstwo gospodarzy 3:0 lub 3:1
  zwycięstwo gospodarzy 3:2
  zwycięstwo gości 3:0 lub 3:1
  zwycięstwo gości 3:2

#### Terminarz i wyniki spotkań
| Data       | Godz. | Gospodarz                            | Rezultat                         | Gość                                 |
| ---------- | ----- | ------------------------------------ | -------------------------------- | ------------------------------------ |
| 1. KOLEJKA |       |                                      |                                  |                                      |
| 19.02.2021 | 20:00 | AE Karawa Lambusa                    | 1:3 (25:19, 26:28, 14:25, 21:25) | N.Papas Group Nea Salamina Famagusta |
| 19.02.2021 | 20:00 | Olympias Frenaros                    | 0:3 (14:25, 26:28, 16:25)        | APOEL Nikozja                        |
| 2. KOLEJKA |       |                                      |                                  |                                      |
| 01.03.2021 | 20:00 | N.Papas Group Nea Salamina Famagusta | 0:3 (22:25, 25:27, 23:25)        | APOEL Nikozja                        |
| 26.02.2021 | 20:00 | AE Karawa Lambusa                    | 0:3 (21:25, 25:27, 23:25)        | Olympias Frenaros                    |
| 3. KOLEJKA |       |                                      |                                  |                                      |
| 04.03.2021 | 20:00 | Olympias Frenaros                    | 3:1 (25:19, 20:25, 25:16, 25:20) | N.Papas Group Nea Salamina Famagusta |
| 05.03.2021 | 20:00 | APOEL Nikozja                        | 3:0 (25:14, 25:19, 25:18)        | AE Karawa Lambusa                    |
| 4. KOLEJKA |       |                                      |                                  |                                      |
| 11.03.2021 | 20:00 | APOEL Nikozja                        | 3:1 (25:22, 25:16, 23:25, 25:22) | N.Papas Group Nea Salamina Famagusta |
| 11.03.2021 | 20:00 | Olympias Frenaros                    | 3:0 (25:16, 25:20, 25:22)        | AE Karawa Lambusa                    |
| 5. KOLEJKA |       |                                      |                                  |                                      |
| 19.03.2021 | 20:00 | N.Papas Group Nea Salamina Famagusta | 3:0 (34:32, 26:24, 25:19)        | Olympias Frenaros                    |
| 22.03.2021 | 20:00 | AE Karawa Lambusa                    | 0:3 (19:25, 14:25, 21:25)        | APOEL Nikozja                        |
| 6. KOLEJKA |       |                                      |                                  |                                      |
| 26.03.2021 | 20:00 | N.Papas Group Nea Salamina Famagusta | 3:0 (25:21, 25:17, 25:23)        | AE Karawa Lambusa                    |
| 26.03.2021 | 20:00 | APOEL Nikozja                        | 3:0 (25:18, 25:13, 25:18)        | Olympias Frenaros                    |

#### Tabela
| Lp. | Drużyna                              | Pkt | Mecze | Mecze | Mecze | Rodzaj wyniku | Rodzaj wyniku | Rodzaj wyniku | Rodzaj wyniku | Rodzaj wyniku | Rodzaj wyniku | Sety | Sety | Sety | Małe punkty | Małe punkty | Małe punkty |
| Lp. | Drużyna                              | Pkt | M     | W     | P     | 3:0           | 3:1           | 3:2           | 2:3           | 1:3           | 0:3           | wyg. | prz. | +/–  | zdob.       | str.        | +/–         |
| --- | ------------------------------------ | --- | ----- | ----- | ----- | ------------- | ------------- | ------------- | ------------- | ------------- | ------------- | ---- | ---- | ---- | ----------- | ----------- | ----------- |
| 1   | APOEL                                | 33  | 22    | 11    | 11    | 7             | 2             | 2             | 2             | 5             | 4             | 42   | 39   | +3   | 1806        | 1741        | +65         |
| 2   | N.Papas Group Nea Salamina Famagusta | 25  | 22    | 9     | 13    | 3             | 2             | 4             | 2             | 8             | 3             | 39   | 49   | −10  | 1919        | 1986        | −67         |
| 3   | Olympias Frenaros                    | 18  | 22    | 6     | 16    | 2             | 1             | 3             | 3             | 2             | 11            | 26   | 55   | −29  | 1692        | 1898        | −206        |
| 4   | AE Karawa Lambusa                    | 6   | 22    | 0     | 22    | 0             | 0             | 0             | 6             | 4             | 12            | 16   | 66   | −50  | 1598        | 1932        | −334        |

Źródło: ΚΟΠΕ (gr.) / ΚΟΠΕ – Data Project (ang.)
Punktacja: 3:0 i 3:1 – 3 pkt; 3:2 – 2 pkt; 2:3 – 1 pkt; 1:3 i 0:3 – 0 pkt
Zasady ustalania kolejności: 1. liczba zdobytych punktów; 2. liczba wygranych meczów; 3. lepsza różnica między setami wygranymi a przegranymi; 4. wyższy stosunek setów wygranych do przegranych; 5. lepsza różnica między małymi punktami zdobytymi a straconymi; 6. wyższy stosunek małych punktów zdobytych do straconych
     spadek do kategorii B

## Klasyfikacja końcowa
| Poz. | Drużyna                              |
| ---- | ------------------------------------ |
| 1.   | Omonia Nikozja                       |
| 2.   | Green Air Pafiakos Pafos             |
| 3.   | Anorthosis Famagusta                 |
| 4.   | Anagennisi Derinia                   |
| 5.   | Enosis Neon Paralimni                |
| 6.   | APOEL Nikozja                        |
| 7.   | N.Papas Group Nea Salamina Famagusta |
| 8.   | Olympias Frenaros                    |
| 9.   | AE Karawa Lambusa                    |

     Eliminacje Ligi Mistrzów 2021/2022
     Puchar Challenge 2021/2022
     spadek do kategorii B

## Statystyki

### Sety, małe punkty
| Kolejka/ Runda                        | Mecze                                 | Sety (średnio na mecz)                | Sety (średnio na mecz)                | Małe punkty (średnio na set)          | Małe punkty (średnio na set)          | Kolejka/ Runda                        | Mecze                                 | Sety (średnio na mecz)                | Sety (średnio na mecz)                | Małe punkty (średnio na set)          | Małe punkty (średnio na set)          |
| ------------------------------------- | ------------------------------------- | ------------------------------------- | ------------------------------------- | ------------------------------------- | ------------------------------------- | ------------------------------------- | ------------------------------------- | ------------------------------------- | ------------------------------------- | ------------------------------------- | ------------------------------------- |
| Faza zasadnicza                       |                                       |                                       |                                       |                                       |                                       |                                       |                                       |                                       |                                       |                                       |                                       |
| 1                                     | 4                                     | 15                                    | 3,75                                  | 653                                   | 43,53                                 | 10                                    | 4                                     | 18                                    | 4,50                                  | 759                                   | 42,17                                 |
| 2                                     | 4                                     | 15                                    | 3,75                                  | 663                                   | 44,20                                 | 11                                    | 4                                     | 15                                    | 3,75                                  | 685                                   | 45,67                                 |
| 3                                     | 4                                     | 16                                    | 4,00                                  | 680                                   | 42,50                                 | 12                                    | 4                                     | 16                                    | 4,00                                  | 662                                   | 41,38                                 |
| 4                                     | 4                                     | 17                                    | 4,25                                  | 750                                   | 44,12                                 | 13                                    | 4                                     | 12                                    | 3,00                                  | 543                                   | 45,25                                 |
| 5                                     | 4                                     | 16                                    | 4,00                                  | 712                                   | 44,50                                 | 14                                    | 4                                     | 13                                    | 3,25                                  | 583                                   | 44,85                                 |
| 6                                     | 4                                     | 18                                    | 4,50                                  | 771                                   | 42,83                                 | 15                                    | 4                                     | 17                                    | 4,25                                  | 734                                   | 43,18                                 |
| 7                                     | 4                                     | 16                                    | 4,00                                  | 717                                   | 44,81                                 | 16                                    | 4                                     | 14                                    | 3,50                                  | 612                                   | 43,71                                 |
| 8                                     | 4                                     | 15                                    | 3,75                                  | 685                                   | 45,67                                 | 17                                    | 4                                     | 14                                    | 3,50                                  | 614                                   | 43,86                                 |
| 9                                     | 4                                     | 15                                    | 3,75                                  | 662                                   | 44,13                                 | 18                                    | 4                                     | 16                                    | 4,00                                  | 682                                   | 42,63                                 |
| Druga faza – grupa 1-5                | Druga faza – grupa 1-5                | Druga faza – grupa 1-5                | Druga faza – grupa 1-5                | Druga faza – grupa 1-5                | Druga faza – grupa 1-5                | Druga faza – grupa 6-9                | Druga faza – grupa 6-9                | Druga faza – grupa 6-9                | Druga faza – grupa 6-9                | Druga faza – grupa 6-9                | Druga faza – grupa 6-9                |
| 1                                     | 2                                     | 9                                     | 4,50                                  | 388                                   | 43,11                                 | 1                                     | 2                                     | 7                                     | 3,50                                  | 317                                   | 45,29                                 |
| 2                                     | 2                                     | 6                                     | 3,00                                  | 279                                   | 46,50                                 | 2                                     | 2                                     | 6                                     | 3,00                                  | 293                                   | 48,83                                 |
| 3                                     | 2                                     | 8                                     | 4,00                                  | 342                                   | 42,75                                 | 3                                     | 2                                     | 7                                     | 3,50                                  | 301                                   | 43,00                                 |
| 4                                     | 2                                     | 7                                     | 3,50                                  | 312                                   | 44,57                                 | 4                                     | 2                                     | 7                                     | 3,50                                  | 316                                   | 45,14                                 |
| 5                                     | 2                                     | 7                                     | 3,50                                  | 300                                   | 42,86                                 | 5                                     | 2                                     | 6                                     | 3,00                                  | 289                                   | 48,17                                 |
| 6                                     | 2                                     | 6                                     | 3,00                                  | 262                                   | 43,67                                 | 6                                     | 2                                     | 6                                     | 3,00                                  | 260                                   | 43,33                                 |
| 7                                     | 2                                     | 8                                     | 4,00                                  | 385                                   | 48,13                                 |                                       |                                       |                                       |                                       |                                       |                                       |
| 8                                     | 2                                     | 6                                     | 3,00                                  | 277                                   | 46,17                                 |                                       |                                       |                                       |                                       |                                       |                                       |
| 9                                     | 2                                     | 6                                     | 3,00                                  | 268                                   | 44,67                                 |                                       |                                       |                                       |                                       |                                       |                                       |
| 10                                    | 2                                     | 8                                     | 4,00                                  | 334                                   | 41,75                                 |                                       |                                       |                                       |                                       |                                       |                                       |
| Podsumowanie drugiej fazy – grupa 1-5 | Podsumowanie drugiej fazy – grupa 1-5 | Podsumowanie drugiej fazy – grupa 1-5 | Podsumowanie drugiej fazy – grupa 1-5 | Podsumowanie drugiej fazy – grupa 1-5 | Podsumowanie drugiej fazy – grupa 1-5 | Podsumowanie drugiej fazy – grupa 6-9 | Podsumowanie drugiej fazy – grupa 6-9 | Podsumowanie drugiej fazy – grupa 6-9 | Podsumowanie drugiej fazy – grupa 6-9 | Podsumowanie drugiej fazy – grupa 6-9 | Podsumowanie drugiej fazy – grupa 6-9 |
| 1-10                                  | 20                                    | 71                                    | 3,55                                  | 3147                                  | 44,32                                 | 1-6                                   | 12                                    | 39                                    | 3,25                                  | 1776                                  | 45,54                                 |
| Podsumowanie sezonu                   |                                       |                                       |                                       |                                       |                                       |                                       |                                       |                                       |                                       |                                       |                                       |
| Faza zasadnicza                       | Faza zasadnicza                       | Faza zasadnicza                       | Faza zasadnicza                       | Faza zasadnicza                       | Faza zasadnicza                       | Faza zasadnicza                       | 72                                    | 278                                   | 3,86                                  | 12 167                                | 43,77                                 |
| Druga faza                            | Druga faza                            | Druga faza                            | Druga faza                            | Druga faza                            | Druga faza                            | Druga faza                            | 32                                    | 110                                   | 3,44                                  | 4923                                  | 44,75                                 |
| Razem                                 | Razem                                 | Razem                                 | Razem                                 | Razem                                 | Razem                                 | Razem                                 | 104                                   | 388                                   | 3,73                                  | 17 090                                | 44,05                                 |